# Villanova Monferrato
Villanova Monferrato – miejscowość i gmina we Włoszech, w regionie Piemont, w prowincji Alessandria.
Według danych na styczeń 2010 gminę zamieszkiwało 1877 osób przy gęstości zaludnienia 113,1 os./1 km².